# Спелеотерапия

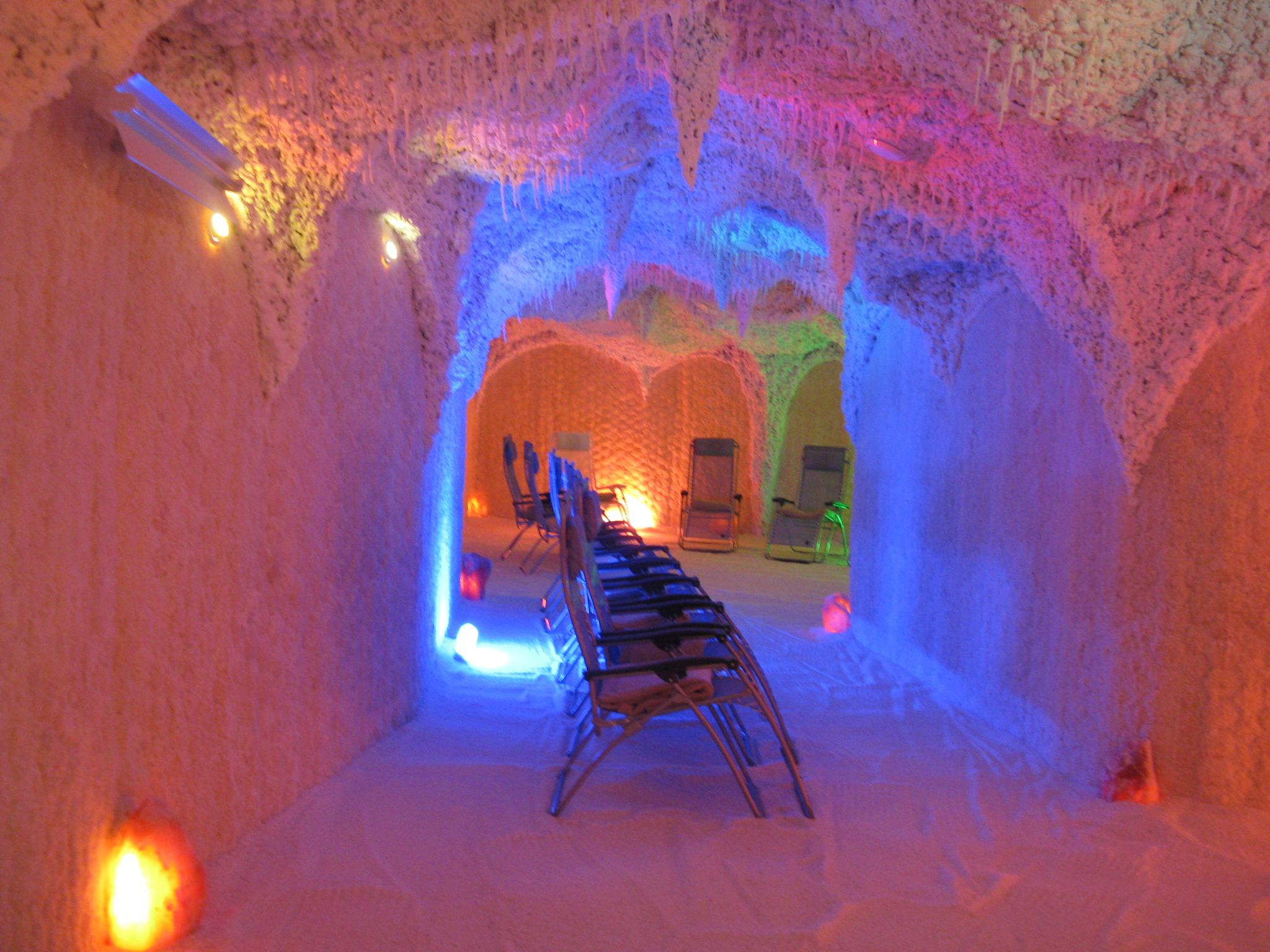
Соляная лечебница в Бад-Зодене, Германия

Спелеотерапия (греч. speleon — пещера, therapia — лечение) — немедикаментозный способ лечения, разновидность климатотерапии. Суть метода заключается в лечении  длительным пребыванием в условиях своеобразного микроклимата пещер, гротов, соляных копей, шахт. Спелеотерапия применяется для лечения больных с бронхиальной астмой и другими заболеваниями органов дыхания, гипертонической болезнью, заболеваниями суставов.

## Описание метода
Риск аллергических заболеваний органов дыхания у человека возрастает вследствие загрязнённости воздуха естественными и техногенными аллергенами и поллютантами. Это обуславливает важность пребывания в более чистой среде как фактора успешности фармакологического и других видов лечения. Такую возможность используют в климатотерапии в целом и в спелеотерапии в частности.
Микроклимат пещер и соляных выработок, помимо низкого содержания аллергенов и поллютантов в воздухе, обусловлен его высокой ионизацией и присутствием в нём высокодисперсных аэрозолей (в особенности, в случае соляных пещер, хлорида натрия), а также постоянной умеренной температурой, влажностью и стабильным давлением. Дополнительные лечебные факторы, характерные для карстовых пещер, включают повышенную концентрацию углекислого газа и радиоактивность воздуха.
Общее воздействие спелеотерапии на человеческий организм ещё не изучено до конца. Тем не менее, установлено, что пещерный и шахтный микроклимат оказывает положительное воздействие не только на функции органов дыхания, но также на нервную, сердечно-сосудистую, иммунную системы. Помимо того, что воздух пещер беден на патогенную микрофлору, отрицательные ионы также обладают бактерицидным эффектом. В ионизированном воздухе возрастает способность к концентрации, улучшается восприятие и спадает агрессивность. Соляные аэрозоли помогают разжижению мокроты и её выведению из дыхательной системы, очищая воздухоносные пути вплоть до бронхиол и восстанавливая нормальное функционирование бронхов, а улучшение дыхательной функции в свою очередь способствует снижению кровяного давления в лёгочной артерии и в целом по организму.
Больные находятся в условиях контролируемого климата пещер и шахт по несколько часов в день в течение всего периода лечения (обычное время пребывания в холодных пещерах и в тёплых пещерах с повышенным содержанием радона в воздухе 1 час в день ежедневно в течение 3-4 недель; в пещерах со средней температурой 8-10 часов в день 3-4 раза в неделю). В 85% случаев наблюдается улучшение состояния больного, но возвращение после лечения в обычную богатую аллергенами среду часто влечёт за собой рецидив (полное выздоровление чаще происходит у детей и больных лёгкой формой бронхиальной астмы).

## Показания и противопоказания
Спелеотерапия, как отдельный метод лечения и как часть комплексной терапии,  показана больным бронхиальной астмой в лёгкой и среднетяжёлой атонической, инфекционно-аллергической и смешанной формах, хроническим бронхитом, внебольничной пневмонией, поллинозом, аллергическим риносинуситом, аллергическими патологиями кожи, гипертонической болезнью I и II-А стадии.
Спелеотерапия противопоказана при тяжёлых формах бронхиальной астмы и гипертонической болезни (а также при более лёгких формах при наличии частых кризов), дыхательной недостаточности и недостаточности кровообращения II стадии и выше, диффузном пневмосклерозе и бронхоэктазе кисты лёгкого. По-видимому, спелеотерапия не даёт эффекта при острых заболеваниях (таких, как острая пневмония) и соматических (туберкулёз).

## История метода
В классическом виде спелеотерапия представляла собой использование подземных минеральных и горячих источников — подземную бальнео- и гидротерапию. В таком виде спелеотерапевтические лечебницы существовали в Италии в XIX веке. В середине того же века была сделана попытка использовать для лечения воздух пещер. Лечебница, основанная в Мамонтовой пещере (штат Кентукки, США), предназначалась для туберкулёзных больных. Через несколько месяцев, после смерти одного из пациентов, лечебница была закрыта.
История современной спелеотерапии ведёт начало с 50-х годов XX века. В это время спелеотерапевтические лечебницы возникают в ряде стран Восточной и Центральной Европы. В США и Великобритании спелеотерапия не практикуется.
Возникновение спелеотерапии как лечебного метода в «Encyclopedia of Caves and Karst Science» связывают с эпизодом Второй мировой войны. Жители Эннепеталя (Германия) использовали в качестве бомбоубежища близлежащую пещеру Клютерхёле. Доктор Карл Герман Шпаннагель обратил внимание на улучшение самочувствия находившихся в пещере астматиков. После войны он начал исследования терапевтического эффекта пещер в лечении бронхиальной астмы, хронического бронхита и коклюша. Результаты исследований были опубликованы в 1949 году. После этого спелеолечебницы в природных условиях карстовых пещер возникают в Венгрии и Чехословакии. Успехи метода привели к рождению международного спелеотерапевтического общества. В 1969 году была основана Комиссия по спелеотерапии при Международном союзе спелеологов.
В 1968 году в Солотвине (ныне на территории Украины) была открыта первая спелеотерапевтическая лечебница на территории СССР, а на следующий год её территория впервые в мире была расширена после постройки дополнительной выработки по специальному проекту. В 1977 году в Пермской области открылась первая в мире спелеолечебница в калийном руднике. В 1982 году в СССР был сделан ещё один важный шаг в спелеотерапии: запатентована первая климатическая камера, оборудованная соляным фильтром-насытителем и воссоздающая условия соляных шахт на поверхности земли.

## Места расположения спелеотерапевтических лечебниц
- Австрия: Бад-Гаштайн (термальные пещеры)[5]
- Азербайджан: Дуздаг (соляные пещеры)[6]
- Армения: Аванский соляной комбинат (под Ереваном, соляные копи)
- Беларусь: Солигорск (Минская область) (соляные и поташные копи)[4][5]
- Венгрия: Будапешт, Мишкольц, Тапольца, система пещер Барадла-Домица (холодные пещеры)[5]
- Германия: Эннепеталь (холодные пещеры)[5]
- Киргизия: село Чон-Туз, Кочкорский район, (сухая соляная выработка)[4]
- Польша: Величка (соляные и поташные копи)[5]
- Россия: Пермская область (соляные и поташные копи и искусственно созданные условия)[5], Лангепас (ХМАО-Югра)[источник не указан 4683 дня]

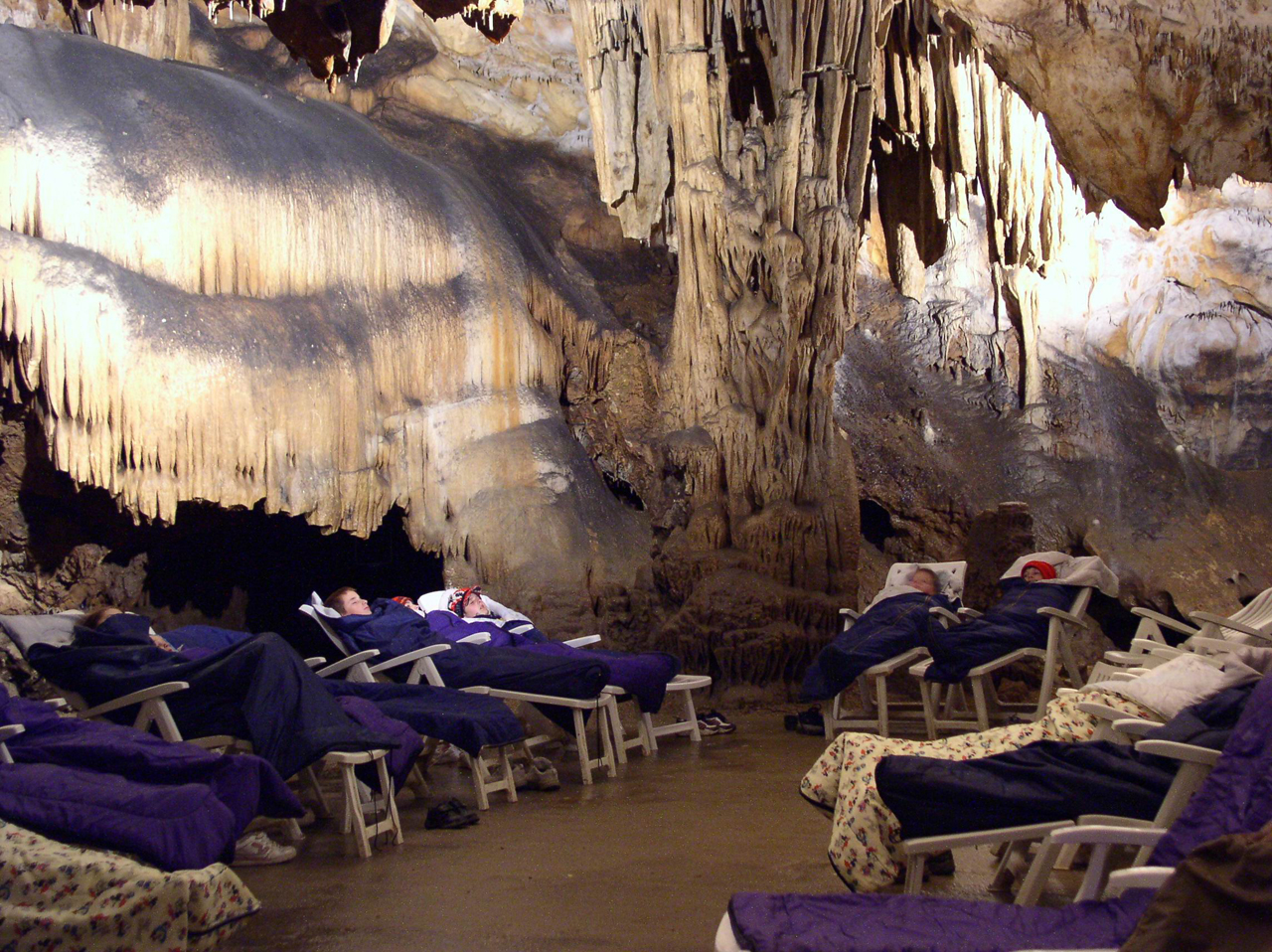
Спелеолечебница в Словакии

- Румыния: Тыргу-Окна, Салина Турда, Прайд (соляные и поташные копи)
- Словакия: Быстрянская пещера (район Брезно) и система пещер Барадла-Домица (холодные пещеры)[5]
- Словения: Сежана (холодные пещеры)[5]
- Украина: Соледар[7], Солотвино (соляные и поташные копи), Ужгород и Киев (искусственно созданные условия[5]), Славкурорт (искусственно созданные условия[8]), Черновцы(искусственно созданные условия[9])
- Чехия: Злате Горы и Яворжичко (холодные пещеры)[5][10]